# Noszvaj
Noszvaj is een plaats (község) en gemeente in het Hongaarse comitaat Heves. Noszvaj telt 1710 inwoners (2002).